# Ljusdals statliga allmänna gymnasium och realskola
Ljusdals statliga allmänna gymnasium och realskola var ett läroverk i Ljusdal verksamt från 1913 till 1968.

## Historia
1908 bildades en högre folkskola som 1913 ombildades till en kommunal mellanskola samt efter 1931 men före 1940 omvandlad till en samrealskola.
1962 tillkom ett gymnasium och därefter benämndes skolan Ljusdals statliga allmänna gymnasium och realskola. Skolan kommunaliserades 1966 och skolan namnändrades vid den tiden till Slotteskolan.  Studentexamen gavs från 1964 till 1968 och realexamen från 1914 till 1964.